# 187 He Wrote
187 He Wrote è il secondo album in studio del rapper statunitense Spice 1, pubblicato nel 1993.

## Tracce
1. I'm the Fuckin' Murderer
2. Dumpin' Em in Ditches
3. Gas Chamber
4. 187 He Wrote
5. Don't Ring the Alarm (The Heist) (feat. Boss & G-Nut)
6. Clip & the Trigga (feat. Ant Banks)
7. Smoke 'em Like a Blunt
8. The Murda Show (feat. MC Eiht)
9. 380 on That Ass (feat. Havikk & Prodeje)
10. Mo' Mail (feat. E-40)
11. Runnin' Out da Crackhouse
12. Trigga Gots No Heart
13. Trigga Happy
14. RIP
15. All He Wrote